# 句法成分
句法成分（英語：syntactic constituent）或句子成分，是句法结构的组成成分。按不同结构类型中的结构关系分出不同的句法成分。
现代汉语的句法成分有主语、谓语、动语、宾语、定语、状语、补语、中心语、独立语。